# 索姆河畔克莱里
索姆河畔克莱里（法語：Cléry-sur-Somme，法語發音：[kleʁi syʁ sɔm]）是法国上法蘭西大區索姆省的一个市镇，属于佩罗讷区。

## 地理
索姆河畔克莱里（49°57'26"N, 2°53'9"E）面积18.78 平方千米，位于法国上法蘭西大區索姆省，该省份为法国北部沿海省份，北起加来海峡省和北部省，西接滨海塞纳省和大西洋英吉利海峡，南至瓦兹省，东临埃纳省。
与索姆河畔克莱里接壤的市镇（或旧市镇、城区）包括：阿莱讷、比亚什、布沙韦讷-卑尔根、弗耶尔、弗洛库尔、埃莫纳库、莫尔帕、佩罗讷、朗库尔。
索姆河畔克莱里的时区为UTC+01:00、UTC+02:00（夏令时）。

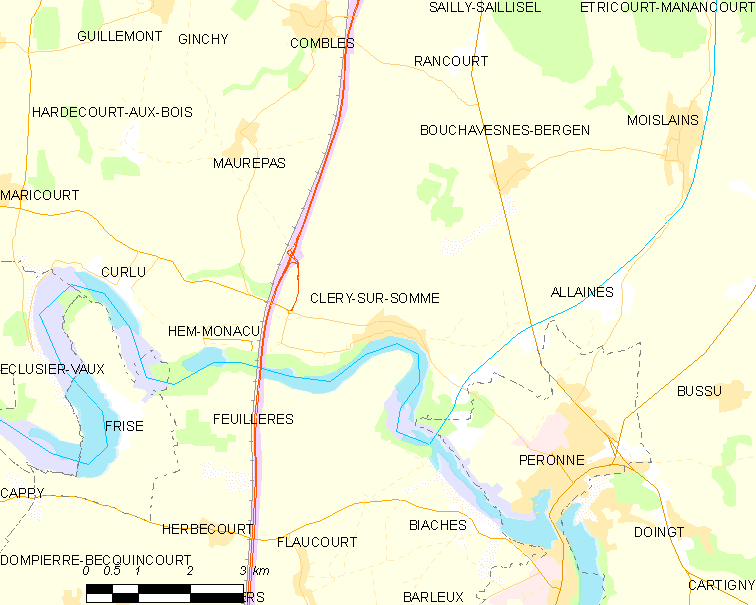
索姆河畔克莱里的OSM定位图

## 行政
索姆河畔克莱里的邮政编码为80200，INSEE市镇编码为80199。

## 政治
索姆河畔克莱里所属的省级选区为佩罗讷县。

## 人口

1962-2008年间索姆河畔克莱里人口变化图示

索姆河畔克莱里于2022年1月1日时的人口数量为515人。